# カオスプロジェクト
有限会社カオスプロジェクトは、日本のアニメ制作会社。

## 概要
土田プロダクションの制作であった榎本歩光が、同社内で色指定検査の仕事をしていた飯塚智久に誘われ、同社倒産後に飯塚が代表取締役を務めるスタジオ・ファンタジア（以下、ファンタジア）作画部門のプロデューサーとして参画。その後、ファンタジアは第一スタジオと第二スタジオに分裂。第一スタジオが独立してカオスプロジェクトになった。
ファンタジア第一スタジオ時代の制作作品は『プロジェクトA子3』、『プロジェクトA子4』、『魍魎戦記MADARA』、『魔狩人 デーモンハンター』、『エクスパーゼノン』、『万能文化猫娘』、『青空少女隊』等がある。
ファンタジアと直接的な資本関係は無いが、2016年に同社が事業停止～破産したのを境にカオスプロジェクトも活動停止状態に陥っている。

## 作品履歴

### テレビアニメ
| 開始年 | 放送期間   | タイトル                     | 監督       | 備考                                       |
| ------ | ---------- | ---------------------------- | ---------- | ------------------------------------------ |
| 2002年 | 7月 - 12月 | 朝霧の巫女                   | 森山雄治   | 共同制作：ガンジス                         |
| 2003年 | 7月 - 12月 | D.C. 〜ダ・カーポ〜          | 宮﨑なぎさ | サイドエピソードのみ                       |
| 2005年 | 4月 - 6月  | こみっくパーティーRevolution | 東郷光宏   | 第4話までを制作、第5話以降はラディクス制作 |

### OVA

#### 一般
| 発売年 | タイトル                                        | 監督 （総監督）           | 共同制作     |
| ------ | ----------------------------------------------- | ------------------------- | ------------ |
| 1997年 | ジャングルDEいこう!                             | もりやまゆうじ            |              |
| 1998年 | ジオブリーダーズ 魍魎遊撃隊 File-X ちびねこ奪還 | もりやまゆうじ            |              |
| 1999年 | 超神姫ダンガイザー3                             | 大張正己                  |              |
| 2000年 | ジオブリーダーズ2 魍魎遊撃隊 File-XX 乱戦突破   | 三沢伸                    |              |
| 2001年 | うさぎちゃんでCue!!                             | 吉田徹                    |              |
| 2001年 | ヴァリアブル・ジオ                              | N/A                       |              |
| 2002年 | ふたりエッチ                                    | もりやまゆうじ            |              |
| 2003年 | HAPPY★LESSON（第4巻）                           | 土支田一香                |              |
| 2003年 | ふたりエッチ（第2期）                           | （もりやまゆうじ） 石踊宏 |              |
| 2007年 | OVA ToHeart2                                    | 加藤やすひさ              | アクアプラス |
| 2007年 | やわらか三国志 突き刺せ!! 呂布子ちゃん          | 森山雄治                  |              |
| 2008年 | ToHeart2 ad                                     | 加藤やすひさ              | アクアプラス |
| 2009年 | ToHeart2 adplus                                 | 坂田純一                  | アクアプラス |
| 2009年 | OVA うたわれるもの                              | 桂憲一郎                  | アクアプラス |
| 2010年 | ToHeart2 adnext                                 | 坂田純一                  | アクアプラス |
| 2012年 | ToHeart2 ダンジョントラベラーズ                 | 坂田純一                  | アクアプラス |

#### 18禁
- Hi・Me・Go・To（2001年）
- 超昂天使エスカレイヤー（OVA版、2002年）

### ゲーム
| 発売年 | タイトル                            | 機種                                                 | 備考                           |
| ------ | ----------------------------------- | ---------------------------------------------------- | ------------------------------ |
| 1998年 | ADVANCED.V.G.2                      | PlayStation                                          | ゲーム内ムービーパート         |
| 2002年 | 超昂天使エスカレイヤー              | Microsoft Windows                                    | ゲーム内ムービーパート         |
| 2004年 | ウルトラ魔法少女まなな              | Microsoft Windows                                    | ゲーム内ムービーパート         |
| 2005年 | Tears to Tiara                      | Microsoft Windows                                    | オープニングアニメーション     |
| 2006年 | フルアニ                            | Microsoft Windows                                    | ゲーム内ムービーパート         |
| 2006年 | うたわれるもの 散りゆく者への子守唄 | Microsoft Windows PlayStation 2 PlayStation Portable | オープニングアニメーション     |
| 2010年 | WHITE ALBUM -綴られる冬の想い出-    | Microsoft Windows                                    | ゲーム内ムービーパート         |
| 2011年 | WHITE ALBUM2 -closing chapter-      | Microsoft Windows PlayStation 3 PlayStation Vita     | オープニングアニメーション     |
| 2012年 | WHITE ALBUM2 幸せの向こう側         | Microsoft Windows PlayStation 3 PlayStation Vita     | 新規オープニングアニメーション |

### 制作協力
- TRIGUN（制作元請：マッドハウス、各話制作協力、1998年）
- 十兵衛ちゃん-ラブリー眼帯の秘密-（制作元請：マッドハウス、アニメーション協力、1999年）
- ナジカ電撃作戦（制作元請：スタジオ・ファンタジア、各話制作協力、2001年）
- KURAU Phantom Memory（制作元請：ボンズ、各話制作協力、2004年）
- 好きなものは好きだからしょうがない!!（制作元請：ゼクシズ、各話制作協力、2005年）
- ぱにぽにだっしゅ!（制作元請：シャフト、各話制作協力、2005年）
- 戦闘妖精少女 たすけて! メイヴちゃん（制作元請：スタジオ・ファンタジア、制作協力、2005年）
- Canvas2 〜虹色のスケッチ〜（制作元請：ゼクシズ、各話制作協力、2005年-2006年）
- きらめき☆プロジェクト（制作元請：スタジオ・ファンタジア、各話制作協力、2005年-2006年）
- 桜蘭高校ホスト部（制作元請：ボンズ、各話制作協力、2006年）
- 奏光のストレイン（制作元請：スタジオ・ファンタジア、各話制作協力、2006年-2007年）
- 銀河鉄道物語 〜永遠への分岐点〜（制作元請：スタジオ九魔、各話制作協力、2006年-2007年）
- 天保異聞 妖奇士（制作元請：ボンズ、各話制作協力、2006年-2007年）
- もえたん（制作元請：アクタス、各話制作協力、2007年）
- 薬師寺涼子の怪奇事件簿（制作元請：動画工房、各話制作協力、2008年）
- だから僕は、Hができない。（制作元請：feel.、各話制作協力、2012年）
- DEVIL SURVIVOR 2 the ANIMATION（制作元請：bridge、各話制作協力、2013年）
- ふたりはミルキィホームズ（制作元請：J.C.STAFF・ノーマッド、各話制作協力、2013年）
- Wake Up, Girls!（制作元請：Ordet×タツノコプロ、各話作画協力、2014年）
- Wake Up, Girls! 七人のアイドル（制作元請：Ordet×タツノコプロ、制作協力、2014年）
- 夜ノヤッターマン（制作元請：タツノコプロ、各話制作協力、2015年）